# Os (Hordaland)

Lage von Os in Hordaland

Wappen von Fusa

Os war eine Kommune im norwegischen Fylke Hordaland (2020 Teil von Vestland geworden). Das administrative Zentrum der Kommune lag in Osøyro. Im Zuge der Kommunalreform in Norwegen wurden Os und Fusa zum 1. Januar 2020 zur neuen Gemeinde Bjørnafjorden zusammengelegt.
Auf einer Fläche von 139 km² lebten 20.804 Einwohner (Stand: 1. Januar 2019). Die Kommunennummer war 1243. Letzte Bürgermeisterin war Marie Lunde Bruarøy (H).
Os lag auf der Halbinsel südlich von Bergen. Die Nachbargemeinden waren von Norden im Uhrzeigersinn: Bergen, Samnanger, Fusa, Tysnes, Austevoll und Sund.

## Geschichte
Die Kommune Os wurde 1837 gegründet. Von 1837 bis 1854 waren die Kommunen Fusa und Samnanger Teil von Ous herad.
Die Nesttun-Os-Bahn war eine Schmalspureisenbahn, die durch Nesttun in Fana und Osøyro in der Kommune Os ging. Die Bahnstrecke wurde 1894 eröffnet und 1935 niedergelegt.

## Verkehr
Von Süden nach Norden führte die Europastraße 39 durch die Gemeinde Os. Fährenverbindungen bestanden nach Süden von Halhjem nach Sandvikvåg in der Kommune Fitjar und nach Våge in der Kommune Tysnes. Nach Osten ging eine Fähre von Hatvik nach Venjaneset in der Kommune Fusa.

## Sehenswürdigkeiten
- Die Ruinen des 1146 gegründeten Lyseklosters.
- Die Villa des norwegischen Komponisten Ole Bull kann in Lysøen besichtigt werden.